# Durham
För andra betydelser, se Durham (olika betydelser).
Durham är en stad och civil parish i enhetskommunen Durham i grevskapet Durham i nordöstra England. Staden är huvudort för kommunen Durham och ligger vid floden Wear, cirka 22 kilometer söder om Newcastle upon Tyne. Tätorten (built-up area) hade 47 785 invånare vid folkräkningen år 2011. I och omkring staden finns Durhams universitet, Durhamfängelset samt världsarven Durhams slott och katedral.
Floden Wear rinner genom staden som är tämligen kuperad. Katedralen dominerar stadens silhuett.
Bland pop- och rockmusiker som fötts i staden finns Prefab Sprouts frontfigur Paddy McAloon och Oasis-medlemmen Gem Archer.

## Transport
Motorvägen A1 går strax öster om staden. På en viktoriansk viadukt över staden går järnvägen East Coast Main Line som Durham har en station vid. Flygplatserna närmast Durham är Durham Tees Valley Airport och Newcastle International Airport.